# Autoroute A13 (France)
Pour les articles homonymes, voir A13 et Autoroute de l'Ouest.
En France, l'autoroute A13, ou autoroute de Normandie ou encore autoroute de l'Ouest, relie Paris à Caen en passant au sud de Rouen, à 15 km environ de son centre-ville. Sa longueur est de 225 km. C'est historiquement la première autoroute française. La portion entre l'autoroute A29 et Caen fait partie de la route des Estuaires.

## Présentation
Entre Paris et Orgeval, le gestionnaire de l'autoroute A13 est l'État français, représenté par la DIR Île-de-France (DIRIF). Son usage est gratuit de Paris à Mantes-la-Jolie (sortie 13). Au-delà, c'est une autoroute à péage en flux libre, gérée par la société des autoroutes Paris-Normandie (SAPN). Cependant, trois autres sections sont libres : de Chaufour-lès-Bonnières (sortie 15) à Gaillon (sortie 17), de Criquebeuf-sur-Seine (sortie 20) à Maison Brûlée (sortie 24) et de Pont-l'Évêque à La Haie Tondue (sortie 29) (commune de Drubec).
Depuis l'ouest de l'Île-de-France (Mantes-la-Jolie), elle traverse la Normandie et dessert les deux capitales régionales par la rive gauche de la Seine.
Dans les années 2000, il a été envisagé de prolonger l'autoroute jusqu'à Cherbourg, mais ce projet semble aujourd'hui au point mort,.

## Historique
Les premières autoroutes en Europe furent réalisées en Italie sur le tronçon Milan ↔ Côme[réf. nécessaire]. L'Allemagne se lança ensuite vers un ambitieux programme à partir de l'accession au pouvoir d'Hitler. La France réalisa ses premières études en 1927 pour créer l'autoroute de l'Ouest qui devait relier la capitale à la Normandie. Le Havre et Cherbourg constituaient des escales importantes pour les paquebots de luxe à une époque où n'existaient que peu d'avions commerciaux. Retardé par le caractère historique du parc de Saint-Cloud, le projet fut déclaré d'utilité publique le 4 mai 1935. Celui-ci s'accompagna de la reconstruction du pont de Saint-Cloud. Les travaux s'arrêtèrent en 1941 et la partie nord, après Vaucresson vers Orgeval, fut ouverte au public[réf. nécessaire].
Le tunnel de Saint-Cloud fut utilisé par les Allemands comme dépôt d'explosifs de presque dix tonnes destinées à faire sauter Paris.
L'ensemble fut effectivement ouvert à la circulation le 9 juin 1946 à l'occasion de la première compétition automobile et motocycliste  d'après-guerre. C'est d'ailleurs le seul exemple d'une compétition sur autoroute. Cette autoroute était entièrement gratuite, financée entièrement par des fonds d'État. Au niveau du triangle de Rocquencourt, la sortie vers Trappes s'effectuait par une bretelle à gauche, ce qui constituait une curiosité, pour une circulation à droite. Cette autoroute était créditée d'une étoile au guide vert Michelin « Environs de Paris » jusque dans les années 1960, en raison de son caractère de modernité absolue et de nouveauté.
Les autoroutes françaises furent ensuite dénommées en fonction des routes nationales qu'elles longent, d'où A13 en raison de la proximité de la route nationale 13.
Le décret du 12 juin 1967 déclare d'utilité publique la construction de l'autoroute entre Rouen (les Essarts) et Caen.
La façade du tunnel de Saint-Cloud d'origine (actuel sens Paris → province) a été entièrement refaite lors du percement du deuxième tube (actuellement province → Paris). Ce tunnel d'origine, à double sens, était équipé d'un système de feux rouges horizontaux pour les sens de circulation. Les abords de l'entrée du premier tunnel abritaient le premier poste de secours routier français.
Jusqu'en 1974, l'A13 s'arrêtait au pont de Saint-Cloud. Depuis, elle est reliée au périphérique parisien par le viaduc de Saint-Cloud qui surplombe la Seine et par un tunnel sous le nord de Boulogne-Billancourt, amputant le jardin du château Rothschild.
Dans le cadre du bouclage de l'autoroute A86 dont la première section entre Rueil-Malmaison et Vaucresson a été mise en service en juin 2009 (voir le tunnel Duplex A86), il a été ajouté une quatrième voie dans les deux sens et l'installation d'écrans acoustiques entre l'échangeur A13/A86 et le triangle de Rocquencourt. Les échangeurs entre l'A13 et l'A12 d'un côté et l'A13 et la RN 186 de l'autre, seront réaménagés pour fluidifier le trafic. La quatrième voie dans le sens Paris – Province permet d'accéder facilement au triangle de Rocquencourt. Elle a été inaugurée en janvier 2011. La quatrième voie dans le sens Province – Paris a été inaugurée en juillet 2011. Le décalage de six mois s'explique par la nécessité de réaliser « une glissière mobile d'affectation sur cette quatrième voie » qui est une voie affectée au tunnel Duplex A86.
Le 3 septembre 2019, le troisième tablier du viaduc de Guerville est mis en service dans le sens province - Paris après trois années de construction (2016-2019) afin de rénover les deux tabliers existants (sens Paris - province) datant des années 1960, sans pour autant couper le trafic.
Le 19 avril 2024, à la suite de l'apparition de fissures sur l'A13 à Saint-Cloud (92), la fermeture provisoire de la section Paris-Vaucresson (130 000 automobilistes/jour concernés) est décidée par les autorités. Ces fissures pourraient être la conséquence de mouvements de sol induits par un grand chantier à proximité, celui de la création d'un parking souterrain sous le musée du Grand Siècle. Cette hypothèse annoncée le 29 avril 2024 par Le Canard enchaîné a été confirmée par un communiqué de Laurent Hottiaux préfet des Hauts-de-Seine : « Les analyses menées montrent aujourd'hui que les travaux réalisés, à l'extérieur de l'ouvrage sur un chantier de travaux à proximité sont, selon l'hypothèse la plus probable, les faits générateurs de ce mouvement de terrain ». Le préfet annonce la réouverture le 11 mai 2024, pour le sens Province → Paris, et uniquement pour les véhicules légers, « sous réserve que toutes les conditions de sécurité soient réunies », puis le 19 juin 2024, le préfet annonce la réouverture totale le 20 juin 2024, pour le sens Province vers Paris et le 24 juin 2024, pour le sens Paris vers Province.
Depuis septembre 2024, les panneaux de l'autoroute SAPN ont été remplacés par la mention Sanef Paris Normandie.
Depuis la nuit 9 décembre 2024, toute la section payante de l'autoroute passe en flux libre, en supprimant les barrières de péages pour fluidifier le trafic.
À compter du 3 mars 2025, une expérimentation de six mois est lancée pour réserver la voie de gauche au covoiturage, taxis et véhicules prioritaires. Signalée par l’affichage d’un losange blanc, l'activation de cette voie réservée se fait du lundi au vendredi, uniquement en direction de Paris, entre 7 h et 10 h de Bailly à Boulogne. Après une période transitoire de non-verbalisation jusqu'au 2 mai, l'infraction sera pénalisée 135 €.

## Principaux ouvrages d'art
- Viaduc de Saint-Cloud. Il fut construit en béton précontraint, du côté de Boulogne-Billancourt, construit à la place des jardins du château Rothschild ; des culées attendent un éventuel doublement du viaduc.
- Tunnel de Saint-Cloud. Comme indiqué ci-dessus, le tunnel servit de dépôt de munition pour l'armée allemande, en particulier des torpilles de la Kriegsmarine. Au milieu de l'ancien tunnel, (direction province), une bouche d'aération, située dans la voûte, évacue les gaz d'échappement dans le parc de Saint-Cloud. L'entrée du tunnel (direction province) fut aménagée d'après les dessins de l'artiste suédois Bengt Olson.
- Viaduc de Guerville
- Viaduc d'Oissel

## Œuvres d'art
- Sur la trace des Vikings de Georges Saulterre (1990) à la hauteur de Criquebeuf-sur-Seine[17].
- Guillaume Le Conquérant au galop de Jean-Marc de Pas (2022), aire de Bosgouet Sud[18].
- En direction de la province, après la sortie 05, une pyramide de petite taille rappelle le décès de combattants de la Seconde Guerre mondiale. Ce monument, difficile à voir et d'accès dangereux, est situé entre la glissière de sécurité et le grillage, il a été épargné par les travaux de raccordement de l'A86. Il est fleuri à la date anniversaire des combats.
- En 2003 et 2004, plusieurs statues de personnages en forme de plot étaient installées sur plusieurs kilomètres.

## Son parcours

### A13
Section non-concédée gérée par la DIRIF et gratuite.

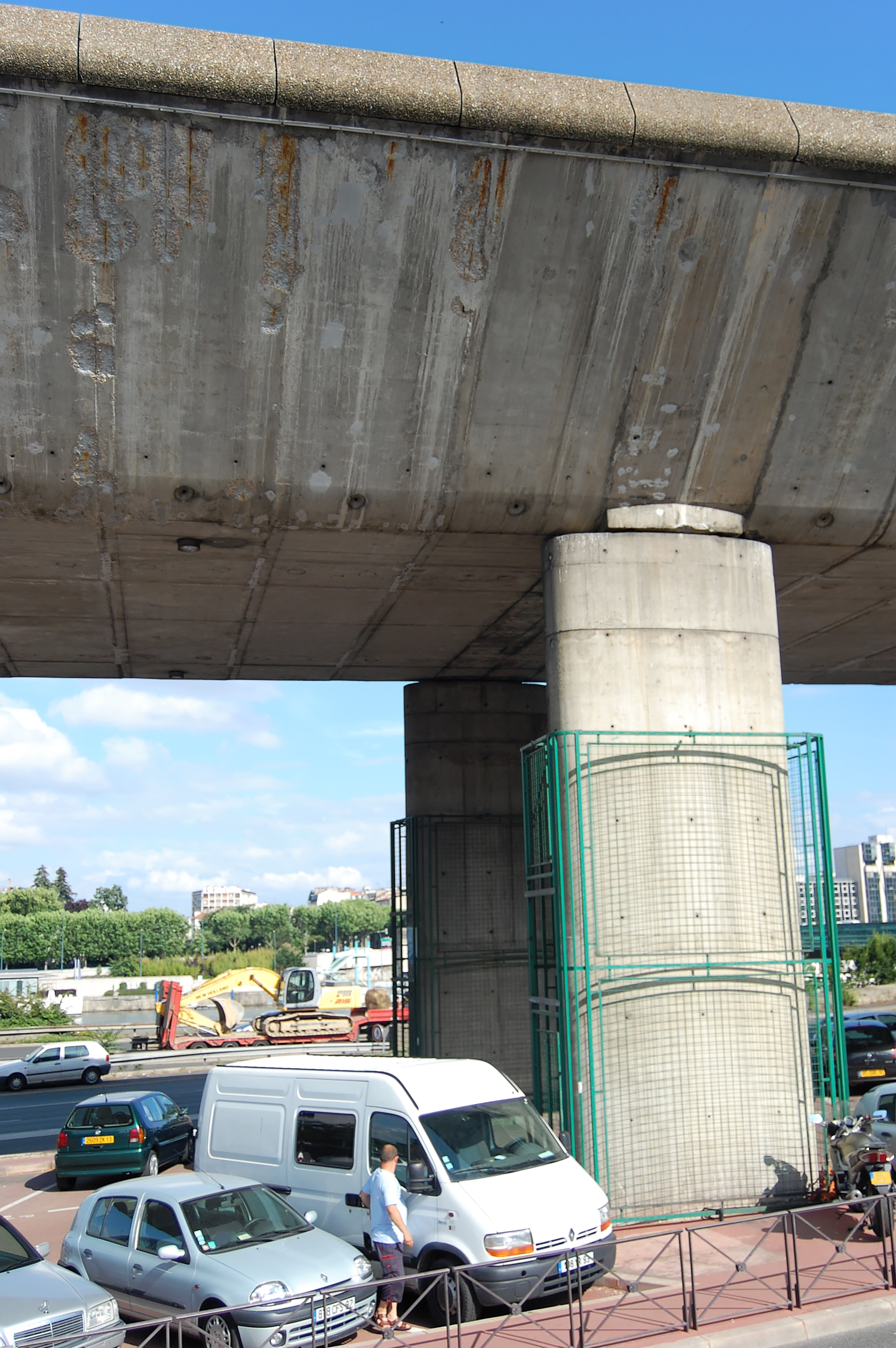
Le viaduc de Saint-Cloud, au départ de Paris.

- Échangeur entre Boulevard périphérique de Paris et A13 (Échangeur de la porte d'Auteuil) à 0 km :
  - Périphérique Nord :  Charles-de-Gaulle, Lille (A1), A14, A15, Porte de Passy
  - Périphérique Sud :  Orly, Lyon (A6), Metz-Nancy (A4) Paris-Centre, Porte de Saint-Cloud
  -   Début de l'autoroute A13, appelé Autoroute de Normandie. Début de 2 × 3 voies. Limitation à 70 km/h.
- 1 Porte d'Auteuil à 0,5 km: Paris (quart d'échangeur, depuis Caen)
  -  Tunnel Ambroise-Paré.

Passage de Paris à celui des Hauts-de-Seine.
- Sortie du tunnel Ambroise-Paré et réduction à 2 × 2 voies.
  -  Fin de 2 × 3 voies, début de 2 × 2 voies.
- 2 Bois de Boulogne à 1,5 km : Bois de Boulogne (quart d'échangeur, depuis Caen)
  -  Viaduc de Saint-Cloud (1 100 m) sur  la Seine.
- 3 Boulogne-Billancourt à 3 km : Boulogne-Billancourt, Sèvres, Suresnes (demi-échangeur, depuis et vers  Caen)
  -  Tunnel de Saint-Cloud et  Fin de 2 × 2 voies, Début de 2 × 3 voies
  -  Sortie du Tunnel de Saint-Cloud.
  -  Limitation à 90 km/h.
- 4 Saint-Cloud (RD 985) à 4 km (quart échangeur, depuis Caen) : Ville-d'Avray, Saint-Cloud
  -  Limitation à 110 km/h.
- 5 Vaucresson (RD 182) à 8 km : Versailles - centre, Montreuil, Vaucresson, La Celle-Saint-Cloud, Garches, Marnes-la-Coquette
- Échangeur entre A86 et A13 : Nanterre, Créteil, A14 - A10

Passage du département des Hauts-de-Seine à celui des Yvelines.
- Fin de 2 × 3 voies, début de 2 × 4 voies.
- 6 Le Chesnay-Rocquencourt (RN 186 - RD 186) à 11 km : Saint-Germain-en-Laye, Versailles - centre, Notre-Dame, Marly-le-Roi, Le Chesnay-Rocquencourt
- Échangeur entre A12 et A13 (Triangle de Rocquencourt) à 12 km : Dreux, Rambouillet, Saint-Quentin-en-Yvelines, Évry, Lyon (A6), Bois d'Arcy, Versailles - Satory,
  -  Fin de 2 × 4 voies, début de 2 × 2 voies.

(en projet)  Échangeur entre A104 et A13 : Cergy-Pontoise (A15), Amiens (A16), Conflans-Sainte-Honorine, Carrières-sous-Poissy (demi-échangeur, depuis et vers Paris)
- 7 Orgeval à 24 km et 26 km : A14, Poissy, Chambourcy, Villennes-sur-Seine, Orgeval, Saint-Germain-en-Laye, Nanterre, La Défense par RD
- Échangeur entre A14 et A13 à 25 km : Lille (A1), Saint-Germain-en-Laye, A86, Nanterre, La Défense, Paris - Porte Maillot  (demi-échangeur, depuis et vers Caen)

Section concédée à SANEF Paris Normandie, payante et en flux libre (sauf entre les sorties 7 à 13, 15 à 18, 20 à 24 et 29).
- Fin de 2 × 2 voies, début de 2 × 3 voies. Limitation à 130 km/h.
  -  Aires de service de Morainvilliers - Nord (sens Paris-Caen),  Morainvilliers - Sud (sens Caen-Paris)

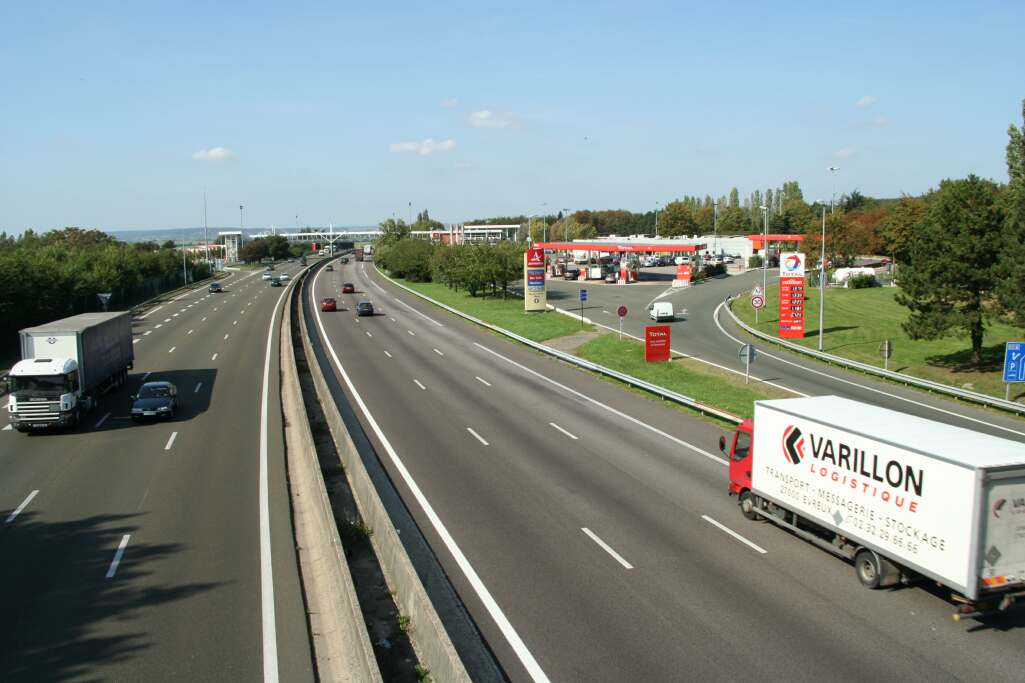
Aire de service de Morainvilliers.

- 8 Les Mureaux à 33 km et 34 km : Les Mureaux-Meulan, Ecquevilly
- 9 Flins à 37 km : Flins, Aubergenville,  Z. I. Mureaux, Usine Renault de Flins
  -  Aires de repos d'Épône - Nord (sens  Paris-Caen),  d'Épône - Sud (sens Caen-Paris)
- 10 Épône à 41 km : Rambouillet, Épône-Mézières, Gargenville
  -   2 × 3 voies. Limitation à 110 km/h. Zone dangereuse et périphérie de Mantes.
- 11 Mantes - est à 47 km : Mantes-la-Jolie - centre, Mantes-la-Ville - centre, Limay, Beauvais
- 12 Mantes - sud à 50 km : Dreux, Mantes-la-Jolie - Gassicourt, Mantes-la-Ville - Les Brouets, Magnanville
- 13 Mantes - ouest à 51 km (demi-échangeur, depuis et vers Paris) : Vernon, Évreux, Buchelay, Rosny-sur-Seine, Bréval, Mantes-la-Jolie - Les Garennes (demi-échangeur, depuis et vers Paris)
- Péage de Buchelay à flux libre, à 51 km.
  -  Aires de service de Rosny-sur-Seine - Nord (sens Paris-Caen),  de Rosny-sur-Seine Sud (sens Caen-Paris) à 54 km.
- 14 Bonnières (A13a) à 56 km (demi-échangeur, depuis et vers Paris) : Vernon, Bonnières
  -  Aires de repos de La Villeneuve-en-Chevrie - Nord (sens  Paris-Caen),  de La Villeneuve-en-Chevrie - Sud (sens Caen-Paris)
- 15 Chaufour à 63 km : Évreux, Pacy-sur-Eure, Bonnières

Passage du département des Yvelines à celui de l'Eure. Passage de la région Île-de-France à celui de Normandie.
- Aires de repos de Douains - Nord (sens  Paris-Caen),  de Douains - Sud (sens Caen-Paris)
- 16 Vernon à 70 km : Vernon, Pacy-sur-Eure
  -  Aires de repos de Beauchêne -Nord (sens  Paris-Caen),  de Beauchêne - Sud (sens Caen-Paris)
- 17 Gaillon à 84 km : Gaillon, Les Andelys
- 18 Heudebouville à 90 km : Louviers - La Roquette, Heudebouville,  ÉcoParc
- Péage d'Heudebouville à flux libre
  -  Aires de service de Vironvay - Nord (sens Paris-Caen),  de Vironvay - Sud (sens Caen-Paris)

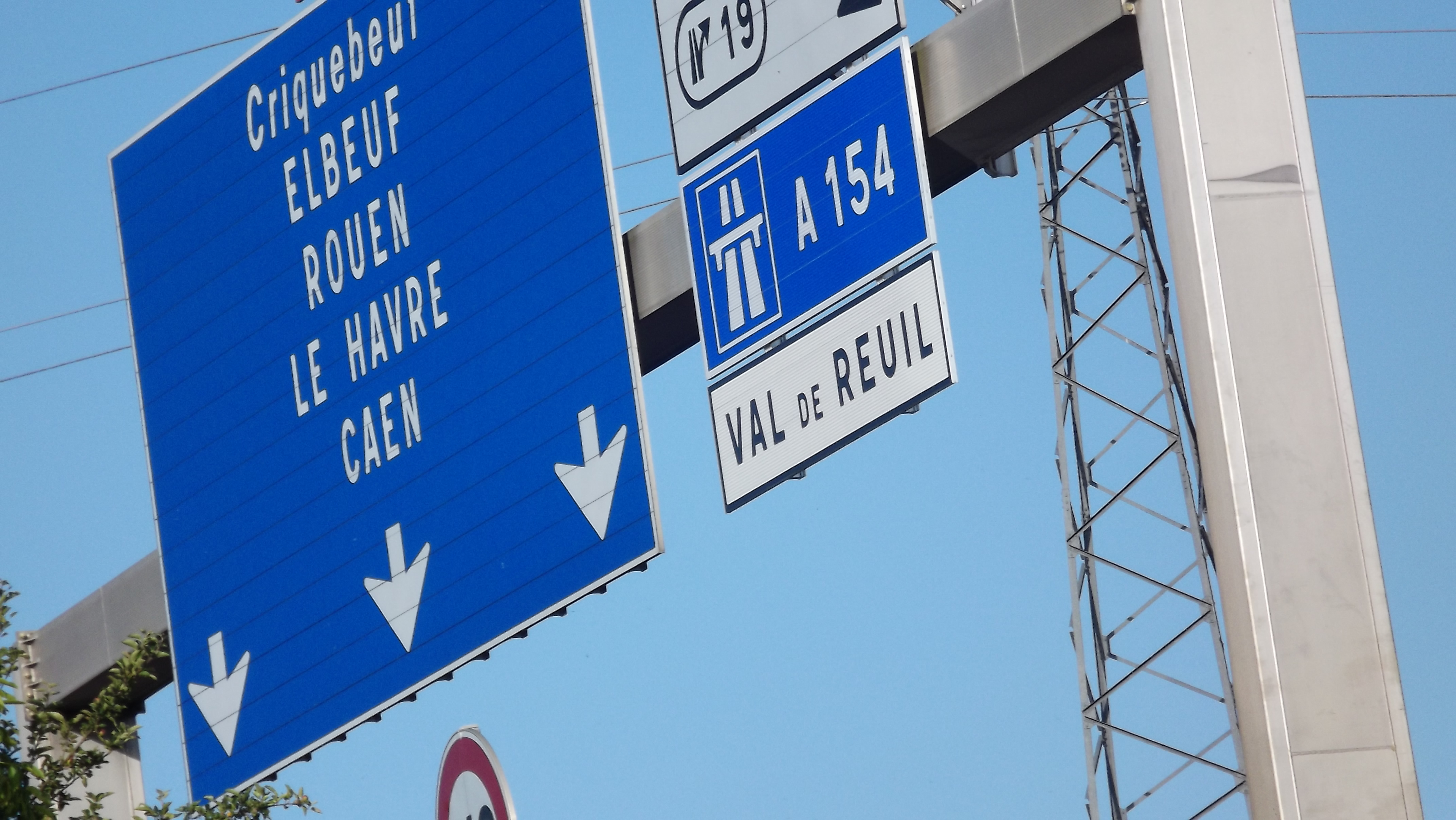
Sortie de Val-de-Reuil.

- 19 Val-de-Reuil à 95 km : Louviers - centre, Val-de-Reuil,  La Fringale, A154 (tiers-échangeur)
- Échangeur entre A154 et A13 (échangeur de Louviers) à 97 km : Évreux, Orléans, Louviers, Dreux, Val-de-Reuil (demi-échangeur, depuis et vers Caen)
  -  Aires de repos de Bord - Nord (sens  Paris-Caen),  de Bord - Sud (sens Caen-Paris)
- 20 Criquebeuf à 106 km : Vernon, Criquebeuf-sur-Seine, Elbeuf - est, Pont-de-l'Arche
- Pont sur  l'Eure et sur  la Seine.

Passage du département de l'Eure à celui de Seine-Maritime.
- 21 Tourville) à 110 km : Elbeuf - centre, Oissel, Cléon, Tourville-la-Rivière

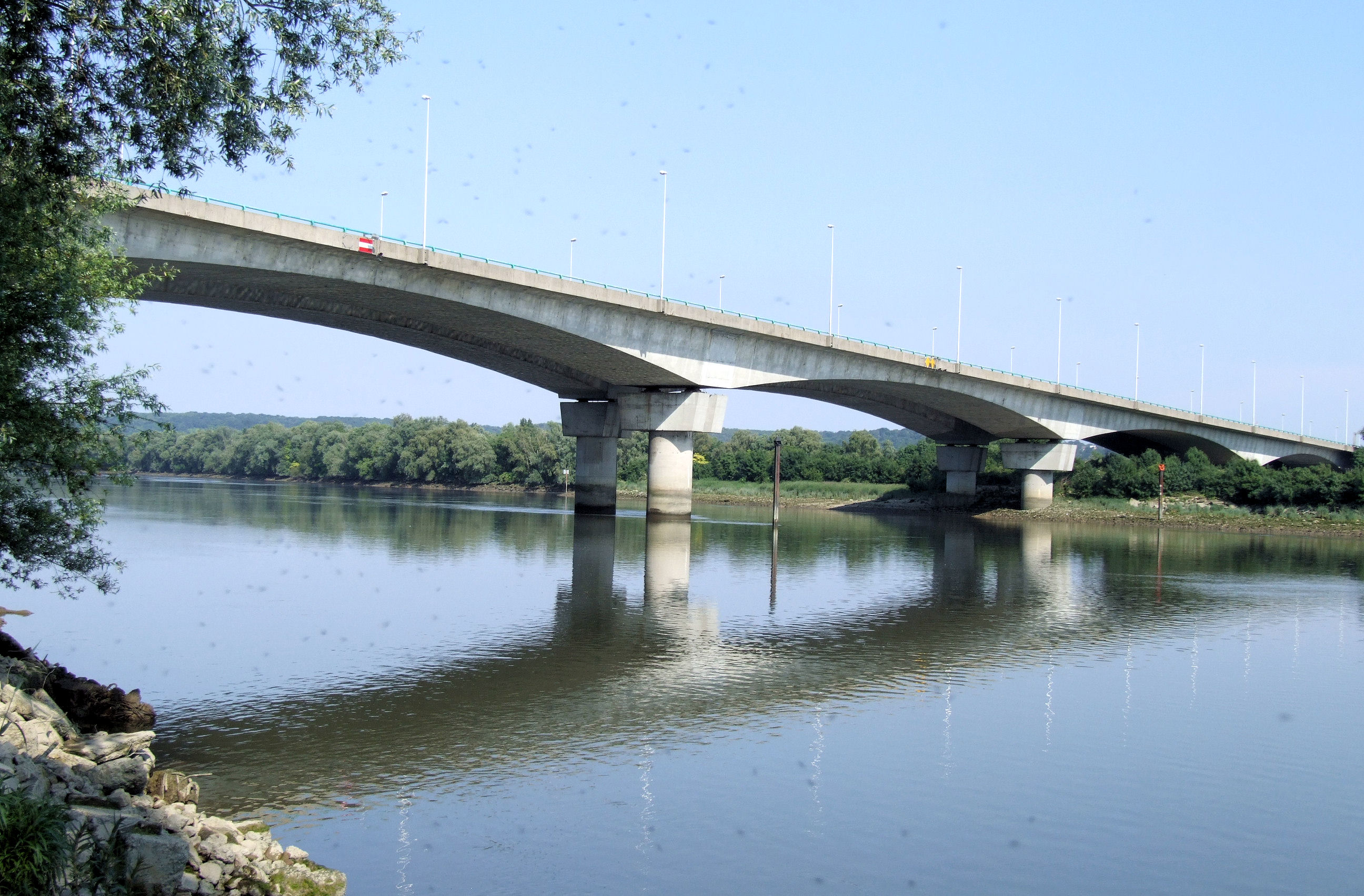
Viaduc d'Oissel au-dessus de la Seine.

- 22 Oissel à 112 km : Calais (A28), Amiens - Reims (A29) Oissel, Saint-Étienne-du-Rouvray, Rouen - est
- Échangeur entre A139 et A13 (voie rapide de 3 km) à 114 km : Rouen - centre, Grand-Couronne,  Zone Portuaire (depuis et vers Paris)
- 23 Rouen - ouest (RN 138) à 118 km : Rouen - centre, Elbeuf, Grand-Couronne,  Zone Portuaire (depuis et vers Caen)
- 24 Maison Brûlée à 123 km : Caen, Alençon, Grand-Couronne, Bourgtheroulde

Passage du département de Seine-Maritime à celui de l'Eure.
- Aires de service de Bosgouet - Nord (sens Paris-Caen),  de Bosgouet - Sud (sens Caen-Paris)
- Échangeur entre A28 et A13 à 129 km : Bordeaux (A10), Le Mans, Alençon
- 25 Bourg-Achard) à 131 km : Fécamp, Yvetot, Bourg-Achard, Pont de Brotonne
  -  Aires de repos de Rougemontiers (sens  Paris-Caen),  d'Éturqueraye (sens Caen-Paris)
- 26 Bourneville à 145 km (récemment accessible dans les deux sens) : Pont-Audemer - est, Brionne, Bourneville-Sainte-Croix
- Échangeur entre A131 et A13 à 146 km  : Le Havre, Pont de Tancarville (demi-échangeur, depuis et vers Paris)
  -  Fin de 2 × 3 voies, début de 2 × 2 voies.
  -  Aires de repos de Josapha (sens  Paris-Caen),  du Moulin (sens Caen-Paris)
- 27 Toutainville à 158 km : Toutainville, Pont-Audemer - centre (demi-échangeur, depuis et vers Paris)
- 28 Beuzeville à 167 km : Pont-Audemer, Beuzeville
- Péage de Beuzeville à flux libre
  -  Fin de 2 × 2 voies, début de 2 × 3 voies. Après la sortie.
  -  Aires de service de Beuzeville - Nord (sens Paris-Caen),  de Beuzeville - Sud (sens Caen-Paris)
- Échangeur entre A29 et A13 à 172 km : Calais, Amiens, Le Havre, Honfleur, Pont de Normandie

Passage du département de l'Eure à celui du Calvados.
- Échangeur entre A132 et A13 (Échangeur de Pont-l'Évêque - Lisieux) à 180 km : Lisieux, Deauville-Trouville, Pont-l'Évêque
- 29 La Haie-Tondue à 189 km : Villers-sur-Mer, Saint-Pierre-sur-Dives (demi-échangeur, depuis et vers Paris)
  -  Aires de repos d'Annebault (sens  Paris-Caen),  de Beaumont-en-Auge (sens Caen-Paris).
  -  Fin de 2 × 3 voies, début de 2 × 2 voies.
- Péage de Dozulé à flux libre.
- 30 Dozulé à 203 km : Houlgate, Cabourg, Dives-sur-Mer, Dozulé
- 31 Troarn à 214 km : Troarn, Sannerville
- Échangeur entre A813 et A13 à 222 km : Mézidon-Canon, Bellengreville, Frénouville, Falaise (A88)
  -  Aires de service de Giberville - Nord (sens Paris-Caen),  de Giberville - Sud (sens Caen-Paris)
  -  à 200 m.  Avant séparation de la 2 × 2 voies.
  -   Séparation de la 2 × 2 voies. Périphérique de Caen.
- Échangeur entre Boulevard périphérique de Caen (RN 814) et A13 à 224 km : 
  - Périphérique Nord : Caen - centre, Hérouville-Saint-Clair,  Ouistreham,  C.H.U
  - Périphérique Sud : Alençon (A83), Rennes, Nantes (A84), Cherbourg-en-Cotentin, Mondeville
- Fin de l'autoroute A13. Périphérique de Caen.

### De Caen à Cherbourg (RN13)
Seule la section de la RN13 entre Bayeux et Carentan est aux normes autoroutières.
- 36 à 253 km : ville desservie Bayeux-est
- 37 à 258 km : ville desservie Bayeux-sud, centre historique
- 37.1 à 260 km : ville desservie Bayeux-sud uniquement en sortie depuis / entrée vers Caen, Paris (demi échangeur)
- 38 à 263 km : ville desservie Bayeux-ouest
- 39 à 274 km : ville desservie Formigny
- 40 à 282 km : ville desservie La Cambe-sud
- 40 à 284 km : ville desservie La Cambe-ouest
- 41 à 287 km : ville desservie Osmanville-est
- 41 à 288 km : ville desservie Osmanville-sud
- 41.1 à 290 km : ville desservie Isigny-sur-Mer-le Port
- 42 à 291 km : ville desservie Isigny-sur-Mer-centre
  -     -  Aire de service de Cantepie (dans les deux sens)
- Échangeur entre RN174 et RN13 : ville desservie Saint Lô
- 43 à 300 km : ville desservie Saint-Hilaire-Petitville
- 44 à 302 km : ville desservie Carentan
- 45 à 304 km : ville desservie Saint-Côme-du-Mont

La mise aux normes autoroutières sur la totalité du parcours est prévue, avec création de bandes d'arrêt d'urgence et d'aires de repos et de services, afin que la RN 13 devienne une voie gratuite à caractère autoroutier, mais ces travaux ne sont pas planifiés[réf. souhaitée].

## Lieux sensibles
Au niveau de la forêt de Marly, quelques ralentissements et bouchons se produisent aux heures de pointe et le week-end. Des bouchons fréquents sont observés près de l'échangeur entre les autoroutes A12 et A13 à hauteur du triangle de Rocquencourt, près de Garches et de Saint-Cloud, et plus souvent encore, lors de l'arrivée à Paris - Porte d'Auteuil, peu avant l'échangeur avec le boulevard périphérique de Paris.
Au niveau de la sortie no 20 (Criquebeuf-sur-Seine), en direction de Paris, la sortie est saturée le matin et le soir avec un bouchon qui remonte sur l'autoroute.
Lors des départs en vacances et week-ends prolongés, la circulation est saturée aux abords des quatre barrières de péages. Des bouchons apparaissent également entre Mantes-la-Jolie et Poissy, dans la traversée de l'agglomération rouennaise entre la sortie no 20 (Criquebeuf-sur-Seine) et la sortie no 22 (Oissel), dans le secteur de l'échangeur de Pont-l'Évêque - Lisieux (jonction avec A132 vers Deauville) et sur l'arrivée sur le boulevard périphérique de Caen.

## Péages
Il existait sur l'autoroute A13 quatre barrières de péage à système ouvert (paiement direct sans ticket), situées à :
- Buchelay ;
- Heudebouville ;
- Beuzeville ;
- Dozulé ;

En dehors de ces barrières, plusieurs bretelles d'entrées et de sortie sont à accès libre, si bien qu'il est possible d'emprunter gratuitement certaines sections de l'autoroute. L'autoroute de Normandie est aussi gratuite entre Paris et Mantes et dans la traversée de l'agglomération rouennaise. Par contre, certaines bretelles d'entrée et de sortie possèdent un péage selon la direction empruntée.
À la demande du conseil général des Yvelines et de certaines collectivités locales, dont la commune de Bonnières-sur-Seine, un déplacement vers l'ouest du péage de Buchelay est à l'étude. En effet sa position actuelle dans l'agglomération de Mantes est considérée comme un obstacle au développement de l'ouest du département des Yvelines, peu compatible avec le projet d'opération d'intérêt national « Seine-Aval » et crée une saturation des échangeurs desservant la ville de Mantes-la-Jolie. Plusieurs scénarios combinant des aménagements de l'infrastructure et des mesures tarifaires sont envisagés.
Le 22 décembre 2021, le Premier ministre Jean Castex annonce que l'autoroute deviendra en « flux libre » à partir de 2024, supprimant les péages et les remplaçant par des portiques.
Dans la nuit du 9 décembre 2024 au 10 décembre 2024, les 4 péages de l'autoroute et dans la nuit du 10 décembre 2024 au 11 décembre 2024, les entrées et sorties payantes de l'autoroute passent en « flux libre », avec suppression des barrières et obligation pour l'usager d'être abonné au télépéage ou de régler sur internet après son passage dans les 72h

## Éclairage
Depuis 2010, l'A13 n'est plus éclairée sur la section francilienne entre Saint-Cloud et Chesnay-Rocquencourt par décision de la DIRIF qui décida de supprimer l'éclairage, afin de faire des économies en réduisant les coûts d'entretien et de facture énergétique, et également pour des raisons environnementales de lutte contre la pollution lumineuse,. Seules les parties entre Paris et Saint-Cloud, ainsi qu'au niveau des sorties 5 et 6 restent toujours éclairées.

## Informations sur le trafic

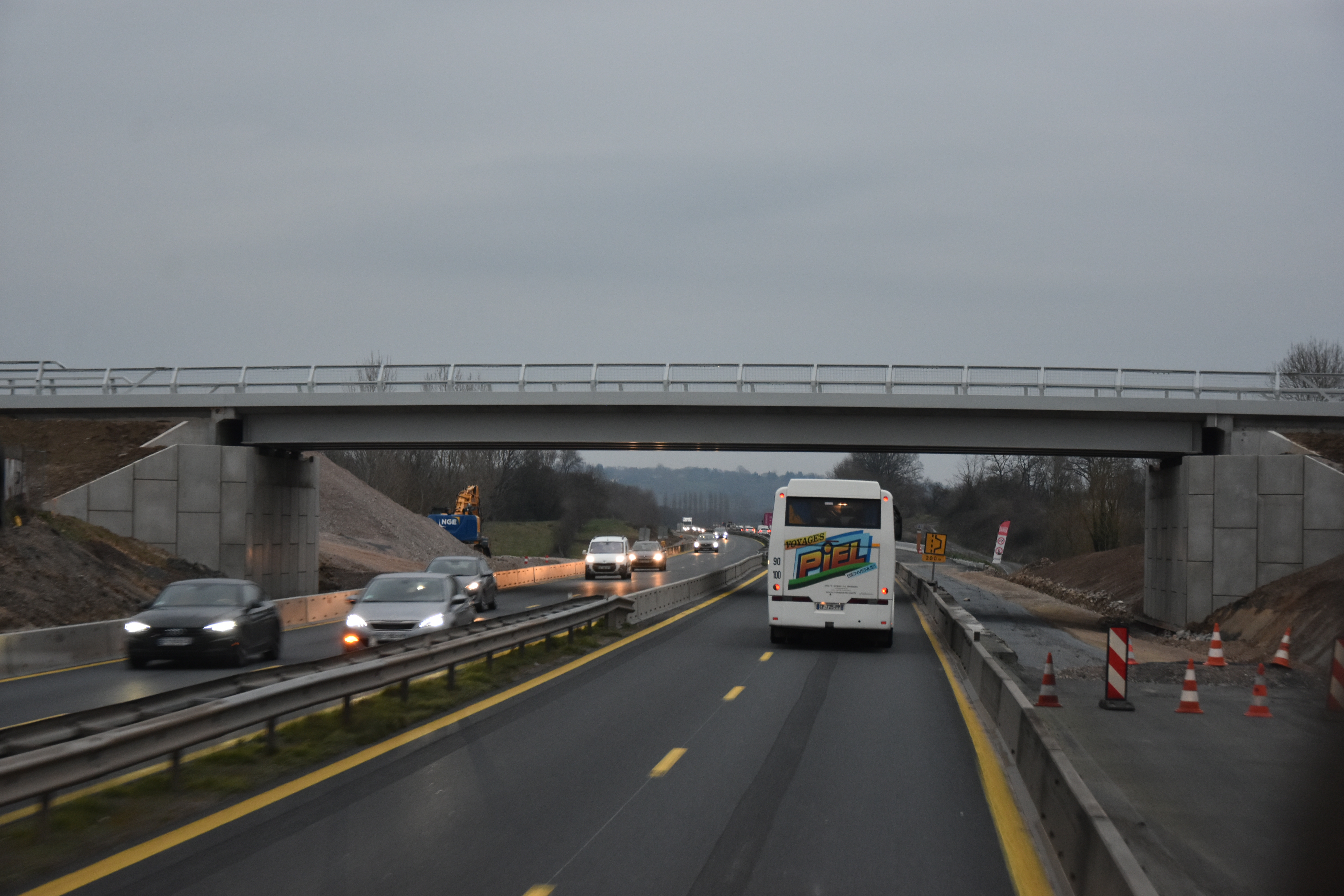
Travaux d'élargissement sur l'A13 entre Dozulé et Pont-L'Evêque en février 2020.

Entre Orgeval et Caen, les informations sur le trafic de l'autoroute sont diffusées sur la radio Sanef 107.7.

## Travaux

### Effectués
Le viaduc de Guerville est passé de trois voies vers Paris et quatre vers la province entre 2017 et 2019.
Les 22 kilomètres entre Dozulé et Pont-l'Évêque font l'objet d'un élargissement à deux fois trois voies entre 2017 et 2022 afin d'absorber le trafic quotidien de 40 000 véhicules. La mise en service est effectuée le 6 mai 2022.

### En cours
Actuellement la SAPN réalise un complément du demi-diffuseur de la Haie-Tondue ( 29 La Haie-Tondue (RD 675)) sur l'A13 dans le Calvados entre Dozulé et Pont-l'Évêque ; ces travaux de construction et d'aménagement aboutiront à la création de deux nouvelles bretelles d’autoroute en direction et en provenace de Caen,.
La SAPN réalise actuellement le démantèlement des anciennes gares de péage. Elle a commencé par déposer les structures métalliques de la gare de Buchelay dans la nuit du 22 et 23 mars 2025.
Le rétablissement sur les voies définitives s'étalera jusqu'en 2027. À partir de 2027, les abords de l’autoroute seront réaménagés avec un traitement paysager spécifique .

## Projets

### Élargissements
Deux projets d'élargissements à 2x3 voies sont prévus sur l'A13 :
- Section de Bourneville ( Échangeur entre A131 et A13) à Beuzeville ( 28 Beuzeville (RD 675)) - 21,1 km ;
- Section de Dozulé ( 30 Dozulé (RD 400)) à Mondeville ( Échangeur entre RN 814 et A13) - 19,0 km

Actuellement ces deux projets d'élargissements sont en cours d'études. Les travaux devraient commencer entre 2028 et 2030.

### Prolongement
À plusieurs reprises selon l'évolution politique, il a été envisagé de prolonger l'autoroute jusqu'à Cherbourg, non pas en construisant une nouvelle infrastructure, mais en mettant aux normes autoroutières la N13 (le contournement de Bayeux respecte déjà ces normes), mais ce projet semble aujourd'hui au point mort,. Cependant la N13 entre Caen et Cherbourg fait l'objet de nombreux projets de mises aux normes autoroutières en particulier :
- Sécurisation de la RN 13 et la mise aux normes autoroutières entre Cherbourg et Valognes[35]. Les travaux débuteront fin 2025-début 2026 ;
- Création de la Bande d’Arrêt d’Urgence - BAU pour les sections dépourvues (Les travaux sont étalés sur plusieurs années (lors de la réfection de la chaussée) la fin de ces travaux est prévue pour 2035 ;
- Création des aires de services et de repos entre Caen et Cherbourg (à long-terme).

Ces projets sont pilotés par le préfet de la région Normandie (représentant de l’État et du ministère des Transports) en lien avec la DIRNO, la DREAL de Normandie, le conseil régional de Normandie, le conseil départemental de la Manche, le conseil départemental du Calvados et la communauté d’agglomération du Cotentin.  
Ces projets pourraient aboutir au passage de la N13 en A13 entre Caen et Cherbourg-en-Cotentin.   